# Montlay-en-Auxois
Montlay-en-Auxois är en kommun i departementet Côte-d'Or i regionen Bourgogne-Franche-Comté i östra Frankrike. Kommunen ligger i kantonen Saulieu som tillhör arrondissementet Montbard. År 2022 hade Montlay-en-Auxois 195 invånare.

## Befolkningsutveckling
Antalet invånare i kommunen Montlay-en-Auxois
Referens:INSEE